# Іслам в Катарі

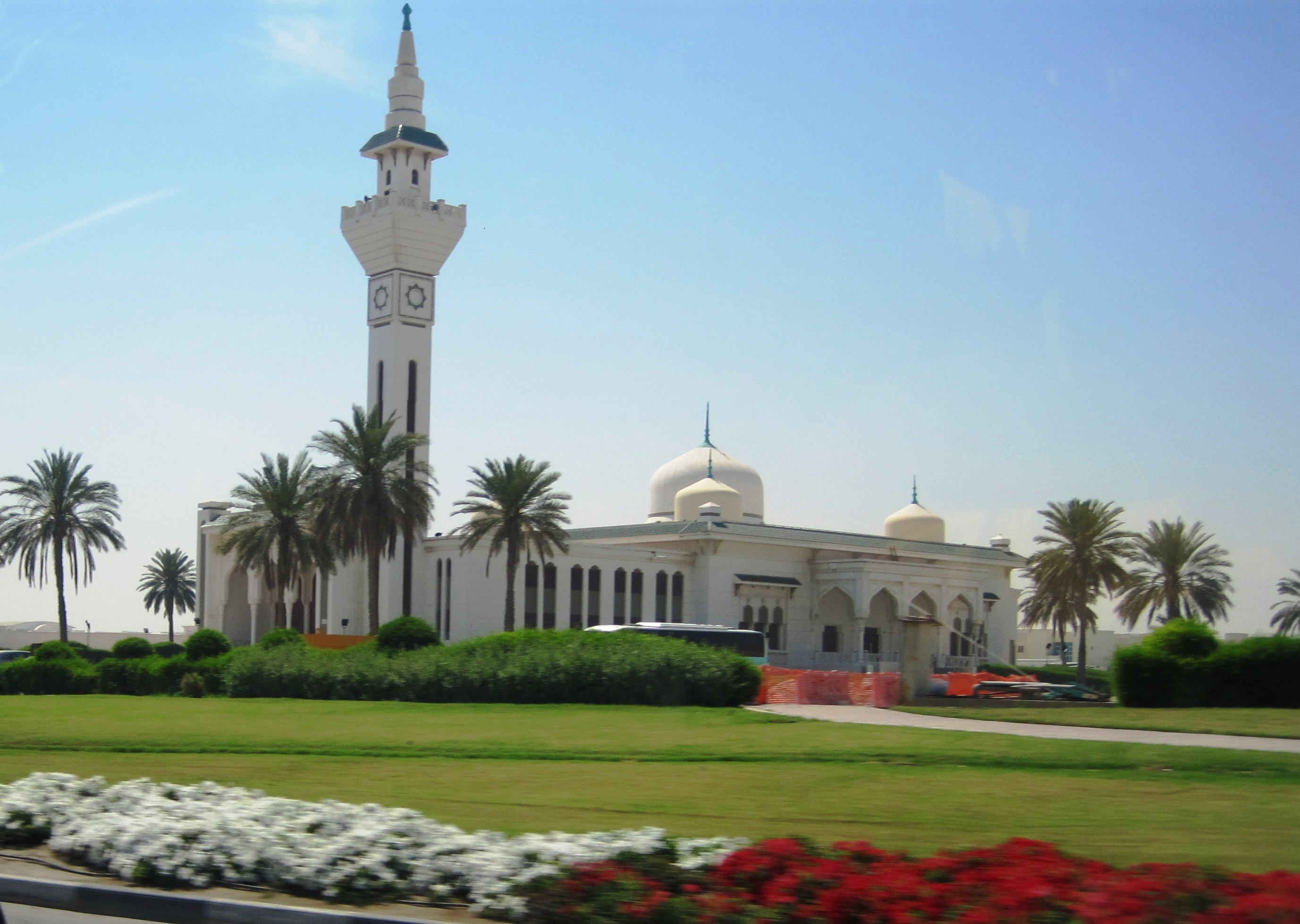
Мечеть Хамза в Аль Вакра.

Катар — країна з мусульманським населенням, державною релігією якої є іслам. Спонсорованим державою брендом сунітського ісламу є салафітська версія ісламу, що разом із Саудівською Аравією робить Катар однією з двох салафітських держав у мусульманському світі.
Місцеве населення, яке складається з катарців, усі є мусульманами, хоча в Катарі є велика кількість іноземних працівників, що відрізняються вірою від мусульманського населення. За Всесвітньою книгою фактів ЦРУ, станом на 2010 рік приблизно 67,7 % населення є мусульманами, тоді як 13,8 % є християнами, ще 13,8 % є індуїстами та 3,1 % буддистами. Іноземні працівники добре відомі в країні, в основному з Південної Азії, які складають більшу частину населення Катару. На кінець 2013 року в країні було зареєстровано 1848 мечетей.

## Історія
У VII столітті через серію широкомасштабних конфліктів, що призвели до ісламізації корінних аравійських язичників, іслам поширився на весь аравійський регіон. У 628 році нашої ери Мухаммад послав свого першого військового посланника, Аль-Алаа Аль-Хадрамі, до Мунзіра ібн Сава Аль-Тамімі, правителя регіону Бахрейн, який простягався від узбережжя Кувейту до півдня Катару. Засновник ісламу запросив правителя прийняти іслам, як він запрошував інші країни того часу, такі як Візантію та Персію. Мунзір, відповідаючи Мухаммеду, оголосив про своє прийняття ісламу, і більшість жителів Катару стали мусульманами, провіщаючи початок ісламської ери в Катарі.
Цілком ймовірно, що деякі осілі жителі Катару не відразу прийняли іслам. Так, в Катарі народився Ісаак Ніневійський, сирійський християнський єпископ VII століття, якого деякі церкви вважають святим. Серед інших відомих християнських вчених цього періоду, які походили з Бет-Катрає, — Дадішо Катрая, Габріель Катарський та Ахоб Катарський. Однак до кінця VII століття більшість християн або прийняли іслам, або переселилися в інше місце.
Вважається, що в перші роки ісламу жителі Катару сповідували радикальну ідеологію хариджизм. Під час Другої Фітни відомий полководець хариджи на ім'я Катарі ібн аль-Фуджа'а, якого описували як найпопулярнішого та наймогутнішого лідера хариджи, у численних битвах очолював азаріків, підсекту хавариджів. Він носив титул аміра аль-Мумініна і понад 10 років керував радикальним рухом азариків. Аль-Фуджа'а ародився в Аль-Хувайрі в Катарі, він також викарбував перші відомі кхарджитські монети, найдавніша з яких датована 688 або 689 роком. Історичний прапор Катару був простим червоним, що відповідало червоному прапору, традиційно використовуваному мусульманами-хариджитами.

## Іслам в освіті

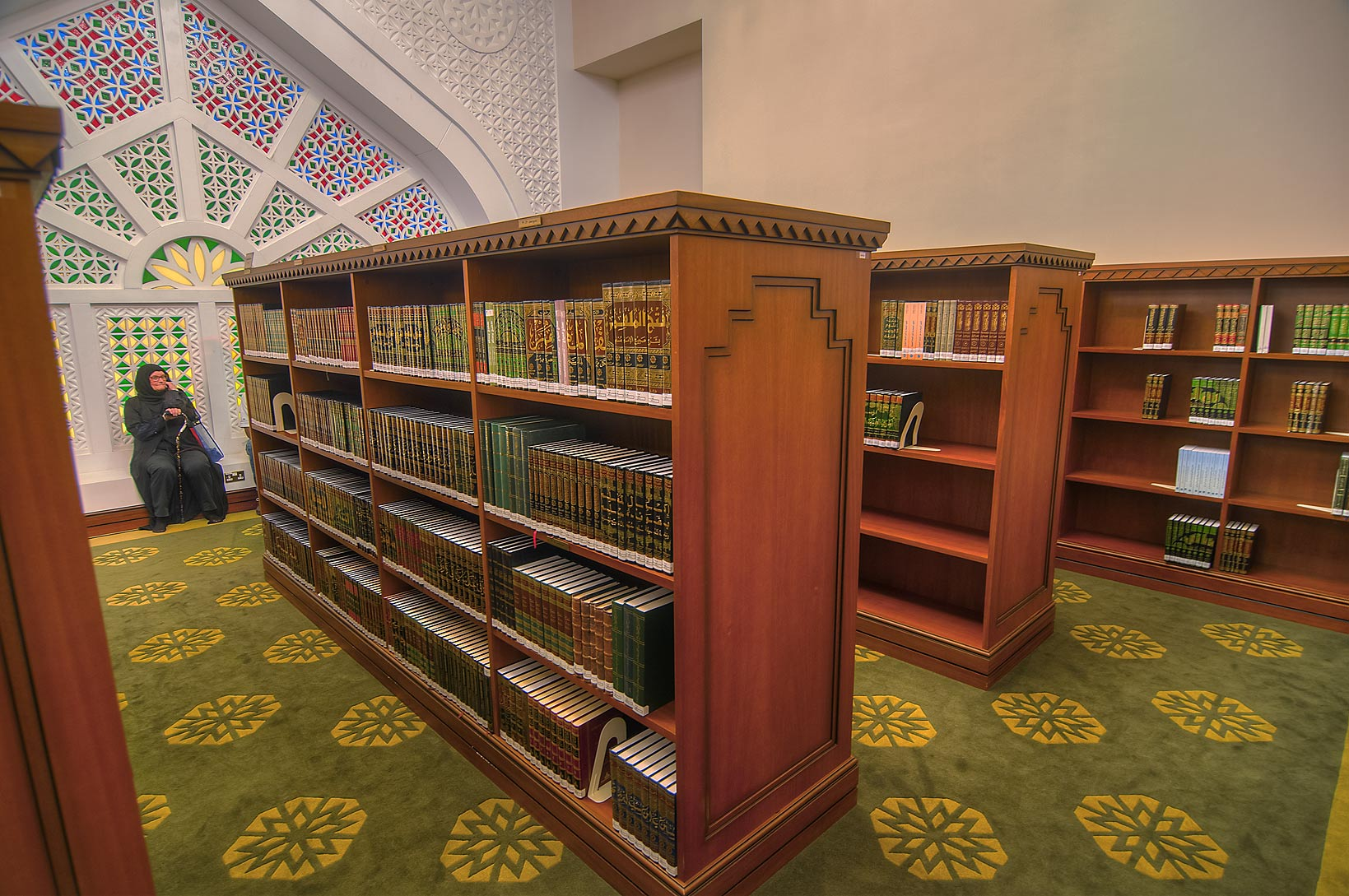
Бібліотека в мечеті імама Мухаммеда ібн Абд аль-Ваххаба (державна мечеть Катару), Доха.

На вищому рівні освіти ісламознавство викладають у Катарському університеті та на факультеті ісламознавства Університету Хамада Бін Халіфи (HBKU), де пропонується ступінь магістра. Його найвідомішою випускницею є шейха Моза бінт Насер, дружина батька Еміра та мати нинішнього Еміра.
Едюкейшн-Сіті також є домом для Центру ісламського законодавства та етики [CILE], мозкового центру, заснованого в 2012 році. Центр очолює швейцарський політичний філософ, професор Тарік Рамадан з Оксфордського університету.
Роль ісламу в наукових відкриттях також була сферою інтересів для Фонду Катару, а нещодавно було створено Товариство мусульманських вчених із видатними членами. У 2010 році розпочалося спільне підприємство між видавництвом Bloomsbury Publishing і Qatar Foundation, у результаті якого вони опублікували книгу «Наука в ісламі».
Міністерство релігії Катару використовує Фанар, Катарський ісламський культурний центр, як центр поширення ісламу. Культурний центр Фанар бере участь у низці соціальних, релігійних та освітніх заходів. Окрім розміщення однієї з найбільших мечетей у Катарі, центр також видає релігієзнавчі дослідження та проводить уроки арабської та ісламу. Серед об'єктів Фанару є бібліотека з ісламською літературою та рукописами.

## Демографія

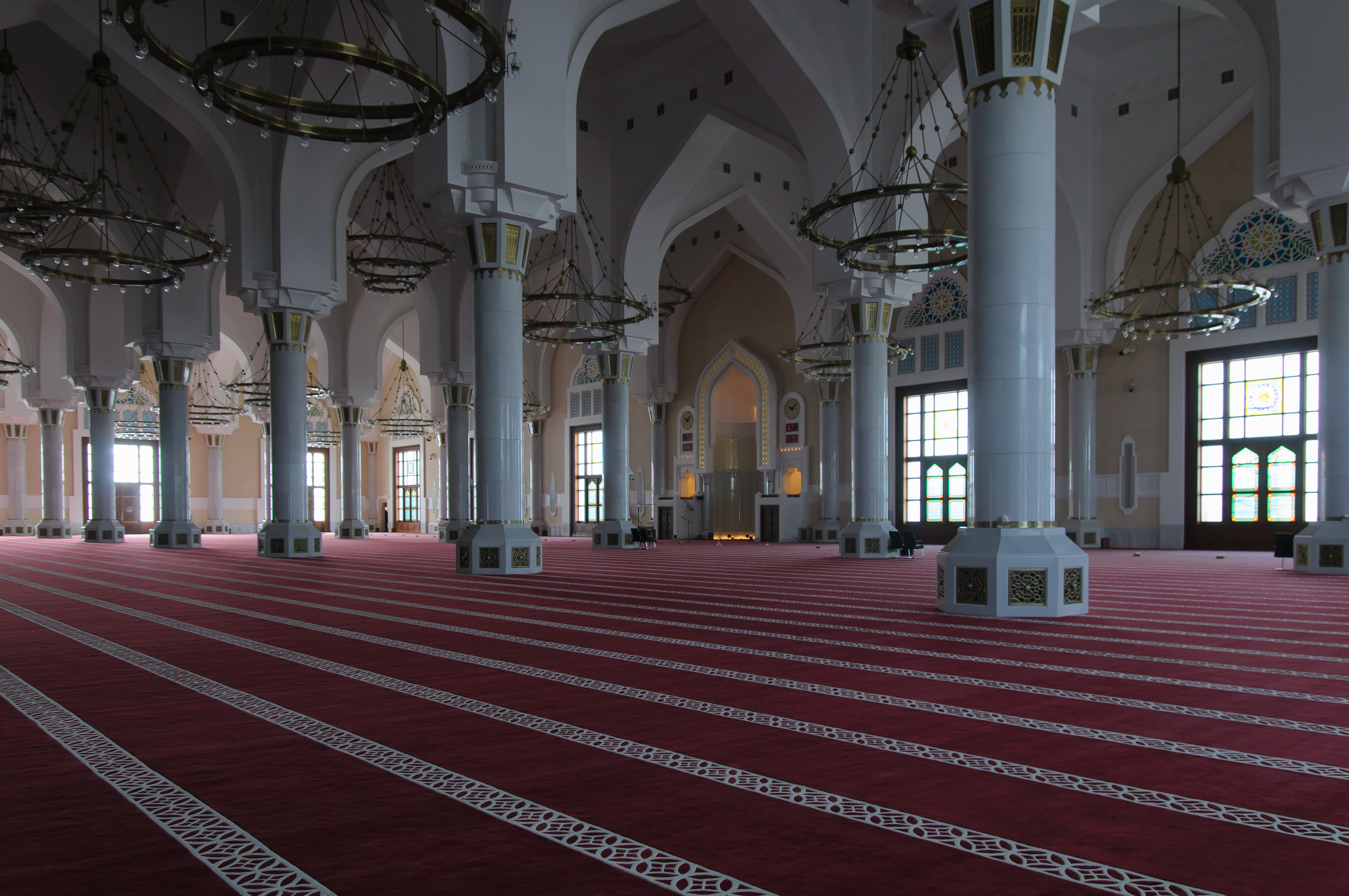
Типовий критий молитовний зал у катарській мечеті.

### Сунітський іслам
Суніти становлять більшість мусульманського населення Катару — понад 90 %. Більшість сунітів дотримуються салафітської інтерпретації ісламу. Державною мечеттю країни є мечеть імама Мухаммада ібн Абд аль-Ваххаба, яка була названа на честь сунітського вченого-ваххабіста, заснованого Мухаммадом ібн Абд аль-Ваххаба.

### Шиїтський іслам
Шиїти складають близько 10 % мусульманського населення Катару. Шиїтами історично були кілька найвідоміших купецьких сімей Катару. Катарським шиїтам надається свобода віросповідання, а деякі займають державні посади. На відміну від шиїтів у сусідньому Бахрейні, катарські шиїти мають ідентичний одяг, діалект і культуру, що й катарські суніти. Проте, між шиїтами та сунітами всередині країни були невеликі суспільні конфлікти. Одним із помітних прикладів є спроба знесення шиїтського кладовища поблизу Дохи у 2011 році групою ваххабітських екстремістів, які ймовірно пов'язані з ісламським міністерством Катару. Отримавши звістку про цю подію, емір Катару Хамад бін Халіфа засудив замах і на знак поваги відвідав шиїтські похорони.